# ویلیام مک‌کنزی
ویلیام مک‌کنزی (انگلیسی: William McKenzie؛ زادهٔ ۱۹ فوریهٔ ۱۹۹۷) قایقران قایق بادبانی اهل نیوزیلند است.
وی در مسابقات کشوری و بین‌المللی در مجموع برندهٔ ۱ مدال نقره شده است.